# Herbert Grüner (Schiedsrichter)
Herbert Grüner (* 17. Oktober 1935 in Graz; † 2. Mai 2023 in Knittelfeld) war ein österreichischer Fußballschiedsrichter. Im Profibereich fungierte Grüner zumeist als Fußballschiedsrichterassistent, kam aber im Laufe der 1970er Jahre auch als Schiedsrichter zu einigen Einsätzen in den beiden höchsten Fußballligen des Landes.

## Karriere
Der aus Graz stammende und jahrzehntelang in Knittelfeld wohnhafte Grüner kam im Laufe der Jahre über den Amateurbereich in den Profifußball. Am 1. Dezember 1962 legte Grüner die Schiedsrichterprüfung ab und arbeitete sich von den unteren Ligen bis zum Profifußball hoch. Von 1965 bis 1970 war er als Schiedsrichter in der Unterliga, von 1970 bis 1971 in der Landesliga und zwischen 1971 und 1977 in Regional und Bundesliga (1. und 2. Division) aktiv. Zumeist als Assistent im Einsatz, konnte er in der noch jungen österreichischen 1. Division, sowie in der ebenfalls noch jungen Nationalliga bzw. 2. Division einige Meisterschaftsspiele leiten und stand zwischen den Saisonen 1972/73 und 1975/76 in mindestens fünf ÖFB-Cup-Spielen als Offizieller auf dem Spielfeld.
Nachdem er laut transfermarkt.de am 31. Mai 1975, in der vorletzten Meisterschaftsrunde der Saison 1974/75, das Spiel zwischen dem First Vienna FC und dem Wolfsberger AC geleitet hatte, kam er im Laufe der darauffolgenden Spielzeit gleich in zehn Zweitligaspielen als Schiedsrichter zum Einsatz und wurde zum Saisonende hin mit der Leitung des Spiels der vorletzten Runde der 1. Division zwischen dem SK VÖEST Linz und dem SK Rapid Wien belohnt. Dies war zugleich auch Grüners einziger Einsatz als erster Offizieller in der höchsten Fußballliga Österreichs; als Linienrichter kam er in dieser Liga jedoch vermehrt zum Einsatz. Für die Saison 1976/77 scheinen vier Zweitligaeinsätze des Steirers auf, der danach zwar noch Spiele auf Amateurebene geleitet hat, sich auf Profiebene jedoch wieder vermehrt als Assistent betätigte, ehe er auch diese Funktion im Amateurfußball ausklingen ließ. Von 1977 bis 1983 unter anderem wieder in der Regionalliga, in der er bereits in den frühen 1970er Jahren erste Spiele geleitet hatte.
In späteren Jahren trat er bei der Ausbildung von Fußballschiedsrichtern in Erscheinung und war Mentor zahlreicher namhafter Schiedsrichter wie beispielsweise von Richard Hübler. Durch seine langjährige Tätigkeit als aktiver Schiedsrichter, sowie als ehrenamtlicher Funktionär im Steirischen Fußballverband (StFV) hatte er maßgeblichen Anteil an der Entwicklung des steirischen Fußballsports und hierbei vor allem des Schiedsrichterwesens. Während und nach seiner aktiven Laufbahn war er etwa von 1975 bis 1989 Leiter der Region Murtal und von 1989 bis 2003 2. Obmann-Stellvertreter im Schiedsrichterkollegium des Steirischen Fußballverbands.
Im Laufe seines Lebens erhielt Grüner zahlreiche Auszeichnungen. Vom Schiedsrichterkollegium der Steirischen Schiedsrichter wurden ihm das Ehrenzeichen in Silber und Gold sowie die Ehrenmitgliedschaft und am 5. Februar 1995 der Ehrenring verliehen. Der StFV würdigte ihn mit den Ehrenzeichen in Bronze, Silber und Gold und seit 3. Dezember 2002 war Grüner war Träger des Sport-Ehrenzeichens in Gold des Landes Steiermark. Nur kurz vor seinem Ableben wurden ihm am 5. April 2023 für seine 60-jährige Mitgliedschaft im Schiedsrichterkollegium eine Glasstatue mit Gravur sowie eine Ehrenurkunde verliehen.
Am 2. Mai 2023 starb Grüner, der bis zuletzt in Knittelfeld gelebt hatte, im Alter von 87 Jahren und wurde nach einem Trauergottesdienst in der Filialkirche St. Johann im Felde auf dem Knittelfelder Friedhof beerdigt.